# Trangan
La Isla Trangan (en indonesio: Pulau Trangan) es una isla de Indonesia perteneciente al grupo de las islas Aru, en el mar de Arafura. Administrativamente pertenece a la provincia de Molucas, Indonesia. 

## Características
Su superficie es de 2.149 km² y, por extensión, es la 197ª isla mayor del mundo.
Es la isla principal del grupo y la situada más al sur.  Las otras islas principales del archipiélago Aru son Tanahbesar (también llamado Wokam), Kobroor, Kola, Koba y Maikoor. El estrecho llamado Maikoor River separa la isla de Trangan, por su lado norte, de las islas de Maikoor y Koba.